# St. Nikolaus (Fleinhausen)

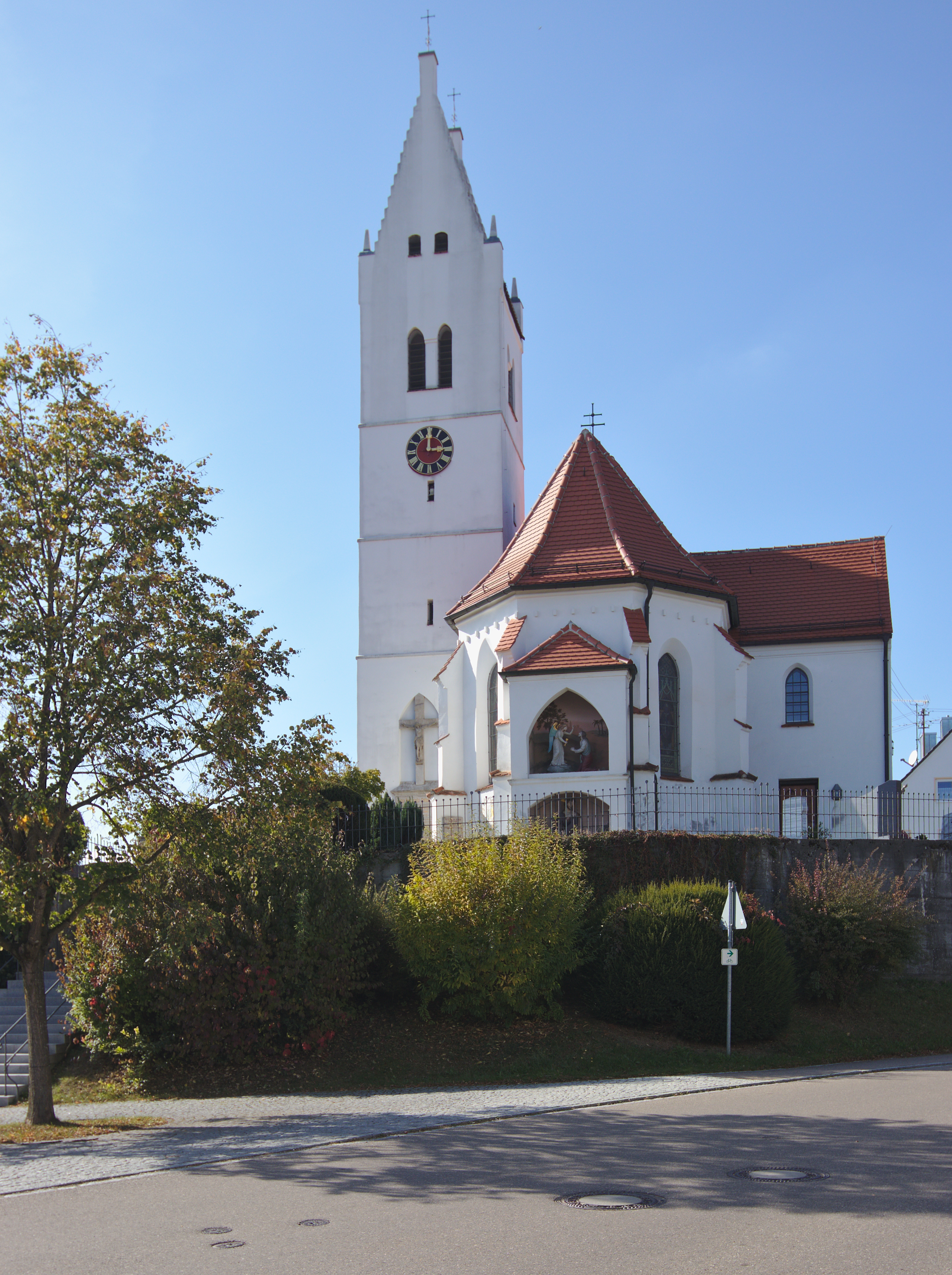
St. Nikolaus in Fleinhausen

Die römisch-katholische Pfarrkirche St. Nikolaus steht in Fleinhausen, einem Gemeindeteil von Dinkelscherben im Landkreis Augsburg von Bayern. Das Bauwerk ist in der Liste der Baudenkmäler in Dinkelscherben als Baudenkmal unter der Nr. D-7-72-131-29 eingetragen. Die Kirchengemeinde gehört zum Dekanat Augsburg-Land des Bistums Augsburg.

## Beschreibung
Die gotische Saalkirche wurde 1474 als Ersatz einer aus dem 12. Jahrhunderten stammenden Holzkirche erbaut und im späten 19. Jahrhundert verändert. Sie besteht aus einem Langhaus, einem eingezogenen, von Strebepfeilern gestützten Chor mit Fünfachtelschluss im Osten, einem Chorflankenturm an der Südwand und der Sakristei an der Nordwand des Chors. Das oberste Geschoss des mit einem Satteldach zwischen den Staffelgiebeln bedeckten Chorflankenturms beherbergt hinter den als Biforien gestalteten Klangarkaden den Glockenstuhl mit drei Kirchenglocken. 
Der Innenraum des Langhauses ist mit einer ornamental bemalten Kassettendecke überspannt, der des Chors mit einem Netzgewölbe.
Bis 1805 war die Kirche ein beliebtes Wallfahrtsziel, weil dem Altarkreuz wundertätige Kraft zugeschrieben wurde. Es wurde später in den neuen Hochaltar aus dem 19. Jahrhundert integriert. Die Seitenaltäre stellen die hl. Maria und den hl. Nikolaus dar.